# Ках (политическое движение)
Движение «Ках» (ивр. כ"ך‎) — радикальное религиозно-националистическое политическое движение в Израиле. Программа движения предусматривала принудительное переселение («трансфер») всех нелояльных еврейскому государству арабов с территории библейской Эрец-Исраэль и аннексию контролируемых Израилем на тот момент территорий (Иудеи, Самарии, Голанских высот и Синайского полуострова), а также включение элементов еврейского права (Галахи) в израильское законодательство.
С 1984 по 1988 гг. движение «Ках» было представлено в Кнессете 11 созыва её основателем рабби Меиром Кахане. Согласно опросам, «Ках» могло получить от 6 до 12 мандатов на следующих выборах 1988 года, но Центральная избирательная комиссия Израиля (ЦИК) отстранила партию от участия в выборах, а два года спустя рабби Кахане был убит арабским террористом в Нью-Йорке.
Вскоре после убийства Кахане движение «Ках» раскололось. Сын Меира Кахане, рабби Биньямин Зеев Кахане (также погибший в 2000 году в результате теракта), возглавил «Кахане хай» (ивр. כהנא חי‎, «Кахане жив» в переводе с иврита). Центральная избирательная комиссия продолжала отказывать обоим движениям в праве участвовать во всех последующих выборах, вплоть до 1994 года, когда «Ках» и «Кахане хай» были объявлены вне закона в связи с выражением одобрения теракта в пещере Махпела, совершённого Барухом Гольдштейном, представлявшем «Ках» в местном совете. В последующем, оба движения были признаны в ряде стран террористическими и прекратили своё существование.

## История
В 1969 году Рабби Меир Кахане, основатель «Лиги защиты евреев», боровшейся как с проявлениями антисемитизма в США, так и за право евреев СССР репатриироваться в Израиль, и признанной рядом источников экстремистской, сам репатриировался в Израиль.
Менахем Бегин предлагал Кахане вступить в его партию Херут, но Кахане отклонил его предложение из-за своего несогласия с его политической платформой. В 1971 году им было основано Движение «Ках», которое впервые участвовало в выборах в Кнессет в 1973 году под названием «Список Лиги». Кроме того, Кахане основал йешиву «Еврейской Идеи», где, кроме традиционных дисциплин, современные вопросы государственной политики (такие, как права религиозных меньшинств в Израиле) рассматривались в контексте еврейского права, основываясь на классических источниках.
«Список Лиги» набрал 12 811 голосов (0.82 %), но не преодолел 1 % электоральный барьер. На выборах 1977, «Ках» набрала всего 4396 голосов, а в 1981 — 5128.
Движение увеличило свою популярность после эвакуации поселенцев из Ямита в 1982 году в результате Кемп-Девидских соглашений. По просьбе правительства, рабби Кахане помог убедить некоторых противников ликвидации Ямита, забаррикадировавшихся в синагоге, отказаться от угрозы коллективного самоубийства, если их требование об отмене эвакуации не будет выполнено.
Перед выборами в кнессет 11-го созыва 1984 года ЦИК не допустила движение «Ках» к выборам, признав его программу расистской. Однако Верховный суд Израиля отменил это решение, и «Ках» получил 25 907 голосов (1.2 %), и был представлен в кнессете Меиром Кахане.
Избрание движения «Ках» в кнессет, равно как и «Прогрессивного списка за мир» («Ха-Решима ха-миткаддемет ле-шалом»), не скрывавшего своих связей с ООП (на другом краю политического спектра Израиля), вызвало серьёзные опасения у тогдашней политической элиты. В связи с этим, в 1985 году кнессетом была принята Поправка № 9 к основному «Закону о Кнессете», ограничивавшая участие в выборах как организаций, требующих изменения еврейского и демократического характера государства Израиль, так и тех, чья программа признавалась расистской.
Поправка была принята в следующей редакции:
Список кандидатов не может участвовать в выборах в Кнессет, если его цели или действия, прямо или косвенно, включают:

1. Отрицание существования государства Израиль как государство еврейского народа,

2. Отрицание демократического характера государства;

3. Подстрекательство к расизму.

Оригинальный текст (англ.)'A candidates' list shall not participate in elections to the Knesset if its objects or actions, expressly or by implication, include one of the following:

1) negation of the existence of the State of Israel as the state of the Jewish people; 2) negation of the democratic character of the State; 3) incitement to racism.'
Согласно некоторым источникам[уточнить], рабби Кахане голосовал за такое изменение Закона.
Эта поправка и была применена перед выборами 1988 года к движению «Ках», когда ЦИК не допустила его к выборам на основании предыдущего обращения Кахане в Верховный суд Израиля (БАГАЦ), в котором он заявлял, что «требование обеспечения безопасности (граждан Израиля) оправдывают серьёзные дискриминационные меры против арабов». БАГАЦ утвердил решение избирательной комиссии, постановив, что «заявление и действия „Ках“ являются расистским». При этом, «Прогрессивный список за мир» от выборов отстранен не был.
Согласно предвыборным опросам, движение «Ках» могло получить в Кнессете 12-го созыва от 6 ( 5 % голосов израильтян) до 12 мандатов. Некоторые эксперты предсказывали даже 20 %, что сделало бы «Ках» третьей по величине партией в Израиле.

## Движение «Ках» после убийства Меира Кахане

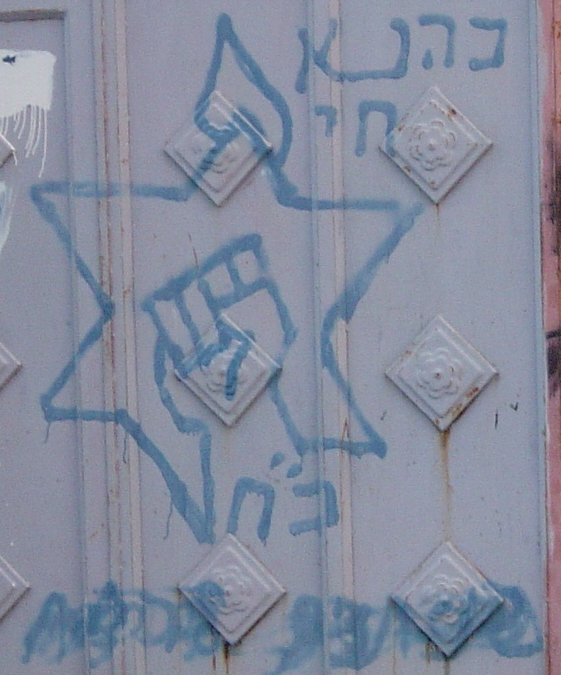

5 ноября 1990 года, после лекции в Манхэттене, рабби Кахане был застрелен террористом-арабом по имени Эль Саид Нуссар, уроженцем Египта, состоявшим в террористической организации Аль-Каида.
Вскоре после убийства Кахане движение «Ках» и связанная с ним ешива раскололись. Младший сын Меира Кахане, рабби Биньямин Зеев Кахане возглавил «Кахане хай» (ивр. כהנא חי‎, «Кахане жив» в переводе с иврита) и основал отделение ешивы в Кфар-Тапуахе.
В 1994 году, после теракта в «Пещере Махпела», совершённого Б. Гольдштейном, Комиссия Шамгара, расследовавшая данный инцидент, не нашла связи действий Голдштейна с движением «Ках», но в связи с тем, что он являлся членом местного совета Кирьят-Арба по списку «Ках», а также ранее был в списке кандидатов на одних из выборов в Кнессет от этого движения, «Ках» и «Кахане Хай» были объявлены террористическими, и в последующем к выборам не допускались.
Вслед за Израилем, Европейский союз и США объявили оба этих движения террористическими.
31 декабря 2000 года руководитель движения «Кахане Хай» рабби Биньямин Кахане и его жена Талия были убиты в результате обстрела их автомобиля арабскими террористами из «Подразделения 17», президентской гвардии Арафата. Пятеро их детей в возрасте от 2-х месяцев до 10 лет были ранены, один тяжело.
Хотя у движений «Ках» и «Кахане хай» имеется немало сторонников в Израиле, США и многих других странах, официально они прекратили своё существование.